# 방민자
방민자(1962년 3월 15일~)는 대한민국의 휠체어 컬링 선수이다.